# Steen (Anvers)
Pour les articles homonymes, voir Steen.
Le Steen est une partie d'un ancien château fortifié situé sur la rive droite de l'Escaut à Anvers. Het Steen, le plus ancien bâtiment d'Anvers, a été construit vers 1200–1225 et s'appelait alors le « château d'Anvers » (le burg/bourg d'Anvers).
Cette forteresse de 800 ans est l’une des premières structures construites en pierre à Anvers, ce qui explique son surnom de Het Steen, qui signifie « le rocher » (ne pas confondre avec le Het Steen de Elewijt à Zemst, château de Pierre Paul Rubens et Hélène Fourment).
La première mention documentaire survivante du château d'Anvers remonte au douzième siècle. Cependant, il y avait un château ici dès la période carolingienne au neuvième siècle. À cette époque, Anvers faisait part de la Toxandrie qui appartenait au Saint-Empire romain germanique.
En 879, les Normands envahissent la Flandre. En 970, une fois l'ordre ottonien imposé, Anvers n'est encore qu'un poste frontière de l’Empire, on y construit des fortifications en bois, remplacées plus tard au XIIe siècle par un château fort en pierre.
Au dixième siècle, le marquisat d'Anvers est né, qui, en tant que fief, était subordonné aux ducs de la Basse-Lotharingie. De 1076 à 1100 Godefroy de Bouillon était le duc de Basse-Lotharingie et le marquis d'Anvers. Godefroid Ier de Louvain reçoit le duché en 1106. Son arrière-petit-fils Henri Ier de Brabant devient également duc de Brabant en 1183. Anvers partage désormais le destin politique du duché de Brabant. Vers 1200, le château faisait partie des fortifications de la ville et était destiné à protéger l'accès à la ville en direction de l'Escaut occidental. Le château faisait face au comté de Flandre de l'autre côté de la rivière. Le bâtiment survivant a été construit entre 1200 et 1225 comme porte d'entrée vers un plus grand château des ducs de Brabant.
Une sculpture (Semini-beeldje) en bas-relief placée au XVe siècle juste au-dessus de la grande arche ogivale d'entrée a probablement une origine romane voire antique (est-ce une idole païenne ou un géant anguipède, interprété comme un démon ou un dieu priapique, symbole de fertilité virile, surnommé abusivement Semini : « Seigneur Jésus ! », et que terrassait l'image de St-Michel ou de la Vierge alors placée dans la niche qui le surmonte ?  ; à distinguer de la grande statue du Lange Wapper de 1963 par Albert Poels (nl), située aux abords du château). Elle aurait été autrefois dotée d'un membre viril (phallus/fallus en néerlandais) bien visible, mais les prudes jésuites l'auraient supprimé au XVIIe siècle.
Vers 1520, à l'époque de Charles Quint, le château fut entièrement transformé et baptisé 's Heeren Steen. Le bâtiment fut utilisé jusqu'en 1827 comme prison, ce qui fut d'ailleurs déjà le cas en 1303. La plus grande partie du château fut démolie au XIXe siècle lors du redressement des quais et l'élargissement de l'Escaut. La partie restante reçut le nom de Het Steen (« La pierre »). Richard Wagner a son opéra Lohengrin de 1850 situé dans et autour du château d'Anvers.
De 1952 à 2008, le Steen abrite le « musée national de la Marine », connu pour son importante collection de maquettes de bateaux, de tableaux, d'instruments nautiques, de photos et de documents d’archives. Ces collections sont depuis 2011 conservées au Museum aan de Stroom.
À côté du Steen, sous les anciens auvents portuaires, se trouve un parc maritime où sont exposés des bateaux et d’authentiques vestiges du passé industriel du port.

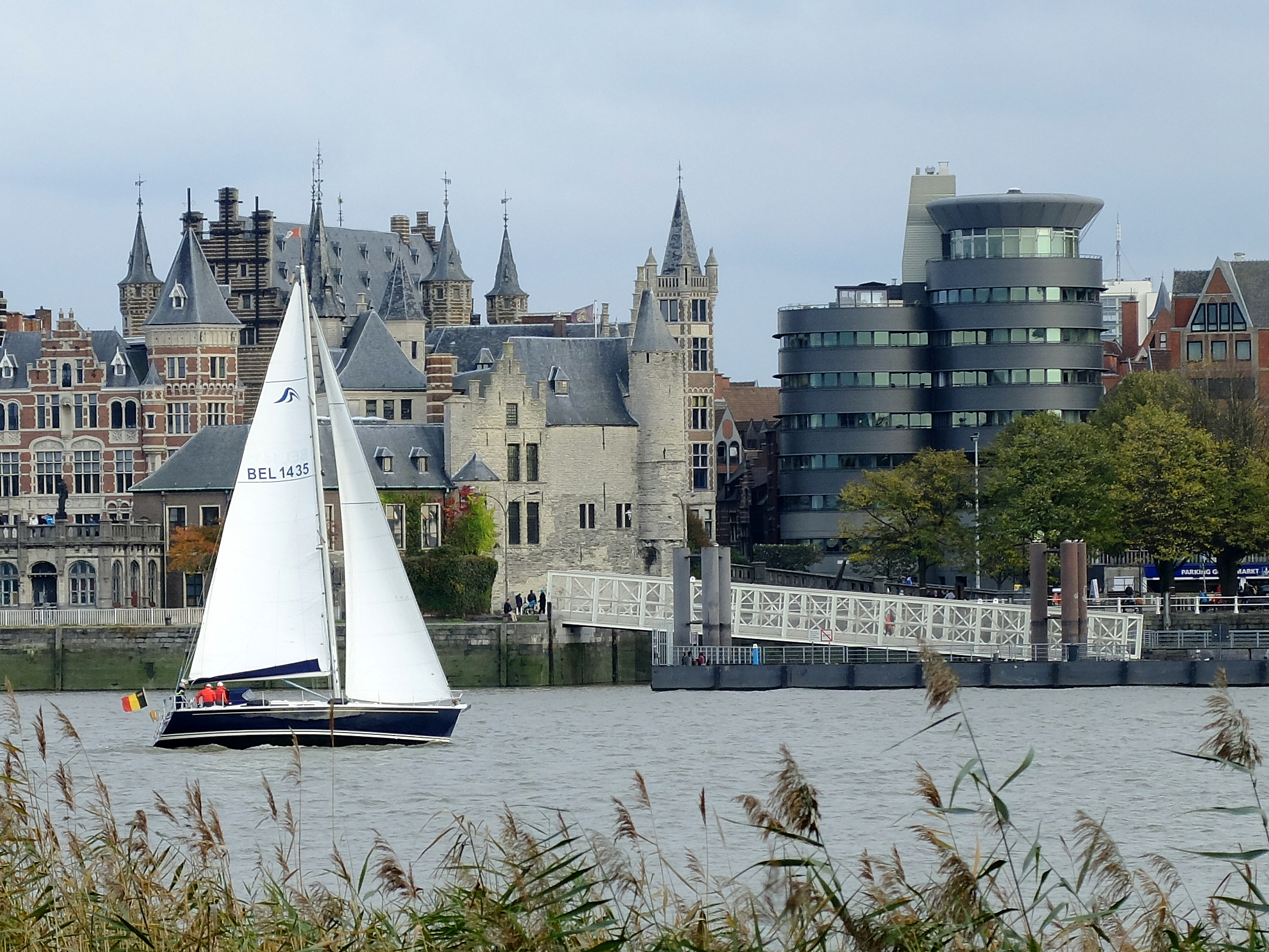
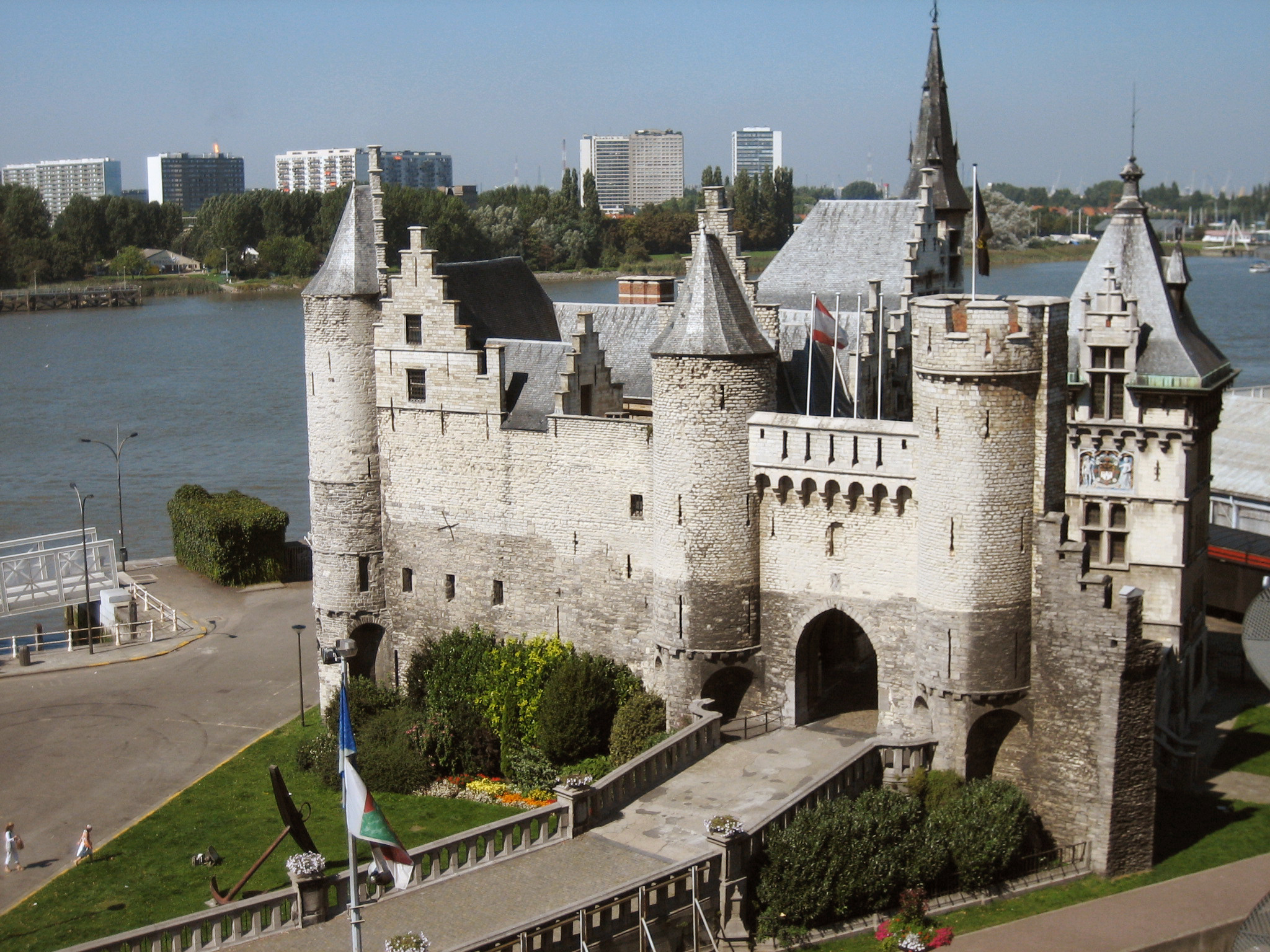
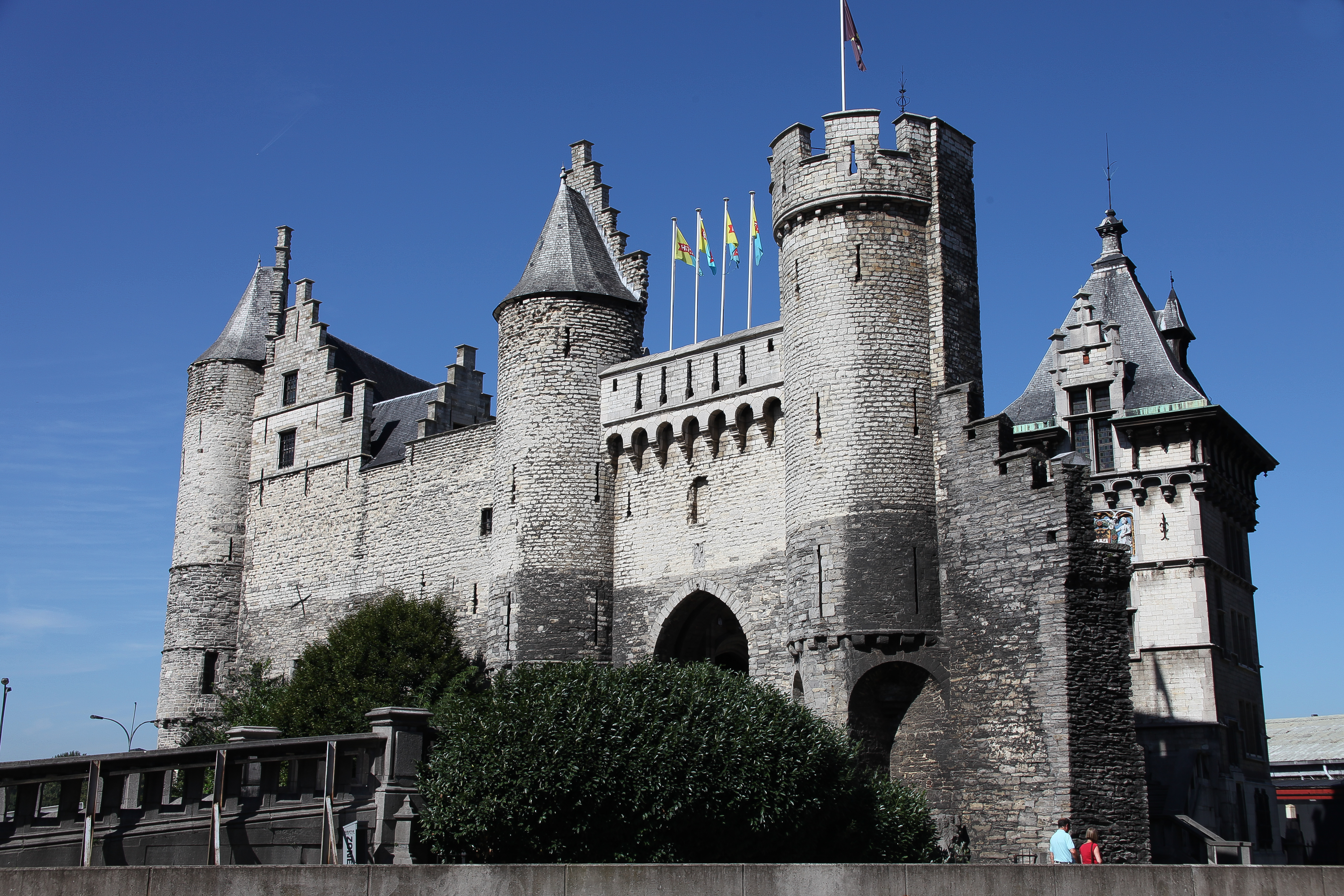
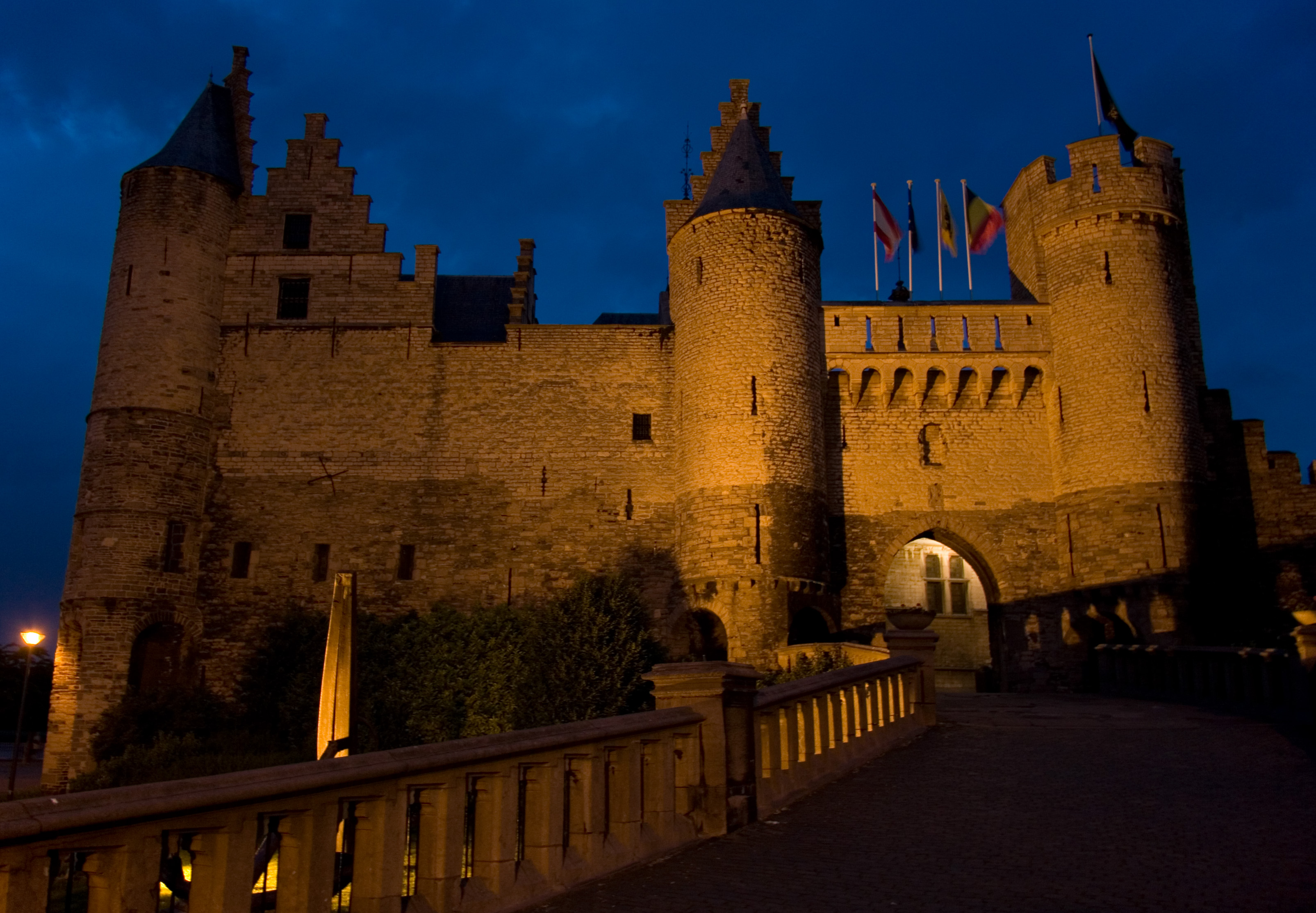